# 余心恬
余心恬（1990年12月20日—），女，浙江杭州人，中国大陆演员。曾出演作品有电视剧《大西南剿匪记》、电影《长城》、《睡在我上铺的兄弟》等。